# マーチン MS-1
MS-1
1923年10月23日、潜水艦S-1甲板上のMS-1（A-6525）
- 用途：実験機（偵察機）
- 分類：水上機
- 製造者：グレン・L・マーティン
- 運用者：アメリカ合衆国海軍
- 初飛行：1923年
- 生産数：6機
- 運用開始：1923年
- 退役：1926年
- 運用状況：退役

マーチン MS-1（Martin MS-1）は、アメリカ合衆国海軍が潜水艦で航空機を運用する実験のために発注した複葉水上偵察機の実験機である。1923年からコックス・クレーミン XSとともに実験に用いられ、1926年に計画は中止された。

## 開発と運用

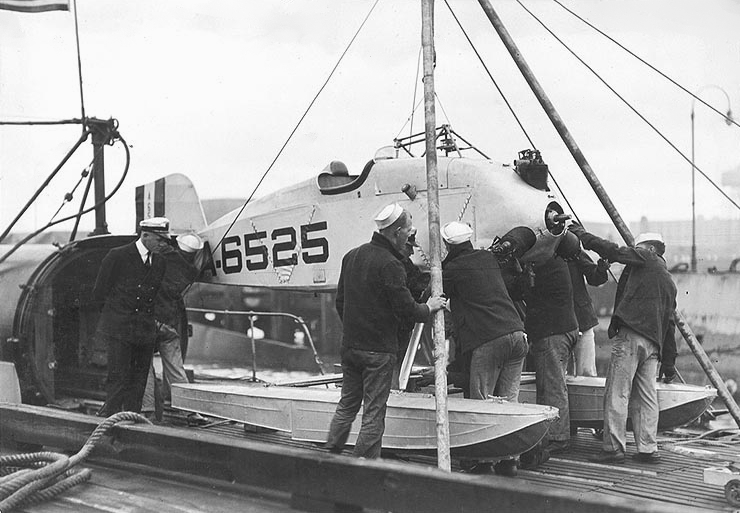
1923年10月24日、S-1甲板上で組み立て中のMS-1

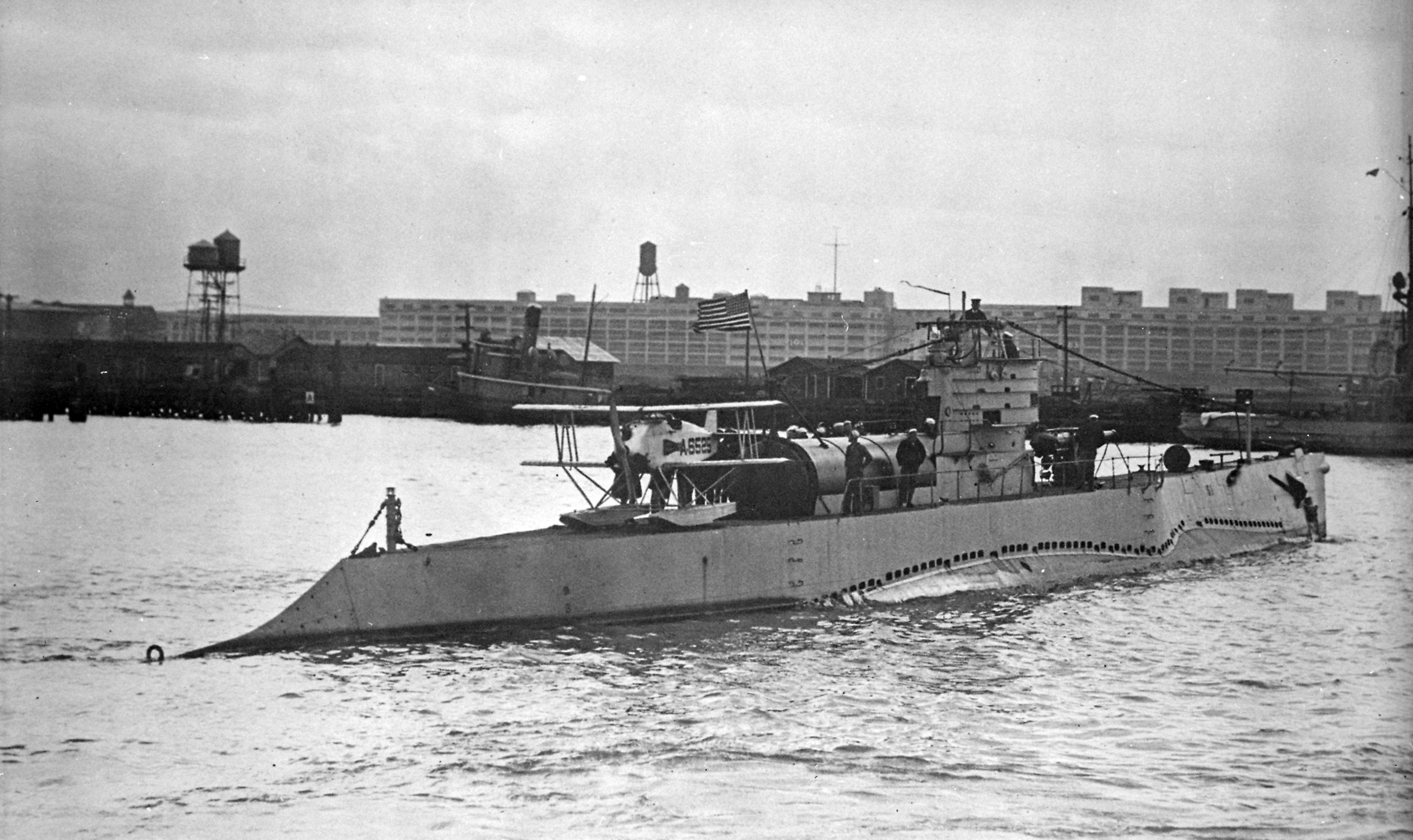
1923年10月24日、後部甲板にMS-1を搭載したS-1

第一次世界大戦後、アメリカ海軍航空審議会が潜水艦から運用する観測機、偵察機の可能性を検討する実験を行った。潜水艦が浮上した後、格納された機体は洋上ですみやかに組み立てて飛行可能となることが求められ、発進は甲板を海面すれすれに下げて行う計画であった。実験機としてマーチンに木製構造のMS-1が発注され、新興メーカーのコックス・クレーミンに全金属構造のXSが発注された。1923年初めにエリー湖で初飛行したマーチン MS-1は、6機が製造された。
1923年末に、潜水艦S-1が実験のために改造され、司令塔の後ろに円筒形の格納容器が設置された。1923年11月5日に最初の実験が成功した。潜水艦の浮上、航空機の組み立て、発進、回収、分解収納、潜水艦の潜水までの一連のサイクルの初成功は、コックス・クレーミン XS-2により、1926年7月28日にコネチカット州ニューロンドンのテムズ川で行われた。1926年末まで海軍のリスト上にA-6521からA-6526までの6機全てが存在したが、1926年に実験が実施された後、実験機は廃棄された。

## 仕様
出典：Aviation Enthusiast Corner
- 乗員： 1
- 全長： 18フィート1インチ（5.50 m）
- 全幅： 18フィート（5.34 m）
- 全高： 8フィート（2.38 m）
- 空虚重量： 650ポンド（295 kg）
- 全備重量： 1,007ポンド（456 kg）
- エンジン： Lawrance L-4 エンジン 、60hp （44kW）
- 最高速度： 100マイル/時（161 km/h）
- 航続距離： 200マイル（320km）
- 上昇限界高度： 8,500フィート（2,590 m）